# 莱比锡火车头足球俱乐部
莱比锡火车头足球俱乐部（1. FC Lokomotive Leipzig）是德国的足球俱乐部，位于萨克森邦的莱比锡。之前球队叫做莱比锡VfB，拥有悠久的球队历史和球迷群，是首届的德国全国足球冠军球队。球隊也參加過東德足球甲級聯賽的賽事。现在球队属于德国足球系统中的第四级球队。 

## 球队荣誉
- 德国冠军：1903年、1904年（决赛中无球队竞争）、1906年、1913年
- 德国杯：1936年
- 东德联赛亚军：1967年、1986年、1988年
- 东德杯冠军：1976年、1981年、1986年、1987年
- 国际托托杯冠军：1966年
- 欧洲联盟杯半决赛：1974年
- 杯赛优胜者杯冠军：1987年

### 球队纪录 （从2003年12月10日重建算起）
- 最好战绩：20-0 v Paunsdorf Devils（2004年9月19日），v SV Althen 90 II（2005年4月23日）
- 最糟糕战绩：1-15 v 柏林赫塔，友谊赛（2005年5月23日）
- 在一场比赛最多进球：8个，球员：Ronny Richter v Paunsdorf Devils（2004年9月19日）
- 在一个赛季最多进球：81个 René Heusel（2004/05）
- 出场纪录：Bruno-Plache-Stadion 13,098 v Hertha BSC Berlin，友谊赛（2005年5月23日）
- 出场纪录（联赛）：Zentralstadion 12,421 v Eintracht Großdeuben（2004年10月9日）
- 最长不败纪录（联赛+盃賽）：67 (04/05: 26+7, 05/06: 29+5), 5 September 2004 - 26 May 2006